# Auriculastra subula
Auriculastra subula är en snäckart som först beskrevs av Jean René Constant Quoy och Joseph Paul Gaimard 1832.  Auriculastra subula ingår i släktet Auriculastra och familjen dvärgsnäckor. IUCN kategoriserar arten globalt som livskraftig. Inga underarter finns listade i Catalogue of Life.